# آلان أوكمان
آلان أوكمان (بالإنجليزية: Alan Oakman)‏‏ (20 أبريل 1930 - 6 سبتمبر 2018) هو لاعب كريكت درجة أولى إنجليزي، وقد لعبَ لفترةٍ طويلة في نادي مقاطعة ساسكس للكريكيت، حيثُ لعبَ 538 مباراة في الدرجة الأولى على مدى 21 سنة، ولعب مُبارتين تيست كريكت مع منتخب إنجلترا للكريكت.

## روابط خارجية
- آلان أوكمان على موقع إي آس بي آن كريك إنفو (الإنجليزية)